# Конрад фон Бюлов-Боткамп
Конрад Густав Фрідріх фон Бюлов-Боткамп (нім. Conrad Gustav Friedrich von Bülow-Bothkamp; 26 червня 1895, маєток Боткамп, Боткамп, Німецька імперія — 11 серпня 1918, Турку, Фінляндія) — німецький льотчик винищувальної авіації, лейтенант Прусської армії.

## Біографія

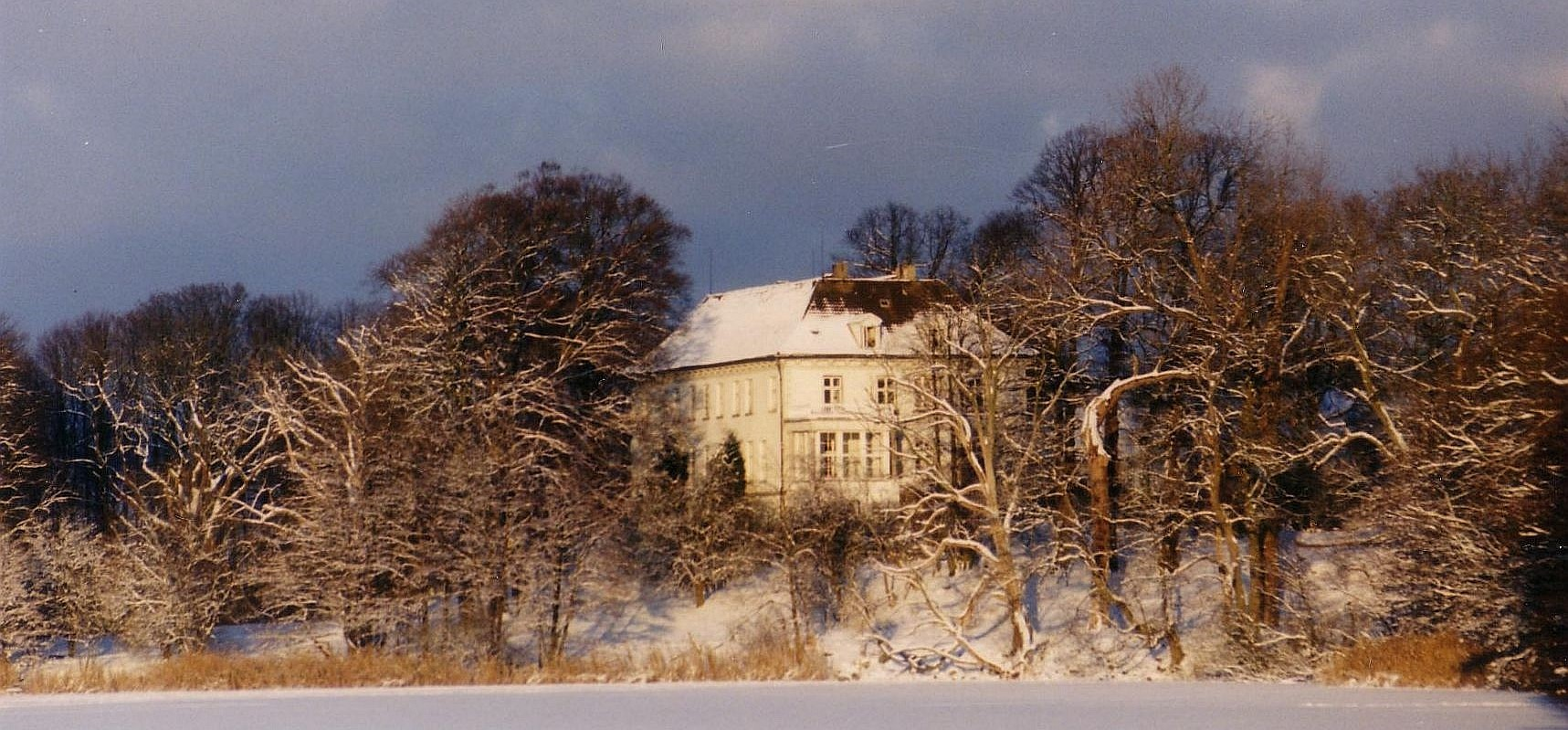
Родинний маєток Боткамп, в якому народився Конрад (1996).

Представник знатного прусського роду. Шоста дитина і третій син королівського земельного радника Екернферде Кая Фрідірха Густава фон Бюлов-Боткампа (1851–1910) і його дружини Елізабет Анни Фрідеріки, уродженої графині фон Гольштайн (1854–1938).
Разом зі своїм старшим братом Вальтером вступив у серпні 1914 року в Брауншвейзький гусарський полк № 17. З березня 1915 року брав участь в боях на Західному фронті, незабаром добровільно перейшов у піхоту. В червні 1915 року разом Вальтером вступив у ВПС, пройшов льотну підготовку в 5-му запасному льотному дивізіоні в Ганновері. В січні 1916 року вступив у дивізіон дальньої розвідки 4-ї армії. В червні 1916 року був важко поранений у повітряному бою: він отримав постріл у стегно, внаслідок чого його стопа була паралізована. До січня 1917 року перебував у різних військових шпиталях. З березня 1917 року — офіцером для особливих доручень у 18-й винищувальній ескадрильї, де з грудня його брат Вальтер. З вересня 1917 по січень 1918 року служив у 14-й винищувальній ескадрильї. На короткий час був призначений командиром 19-ї винищувальної ескадрильї. Всього за час бойових дій збив 2 літаки. Через смерть Вальтера в січні 1918 року Конрад був виведений з фронту в лютому 1918 року за особистим наказом імператора Вільгельма, а також успадкував родинні маєтки. В квітні 1918 року його повернули на дійсну службу і відправили у Фінляндію, де він брав активну участь в організації ВПС Фінляндії за німецьким зразком і очолював аеродром Лаппеенранта, на якому дислокувався фінський 1-й льотний дивізіон. 11 серпня 1918 року гідролітак, в якому знаходився Бюлов-Боткамп, розбився під час зльоту і він загинув.
Після смерті Конрада його молодший брат Гаррі, останній з чотирьох братів, успадкував родинні маєтки, а 25 серпня був знятий з фронту.

## Нагороди
- Нагрудний знак військового пілота (Пруссія)
- Залізний хрест
  - 2-го класу
  - 1-го класу (червень 1916)
- Пам'ятна медаль визвольної війни (Фінляндія)
- Орден Хреста Свободи 3-го класу з мечами (Фінляндія)